# Besättning

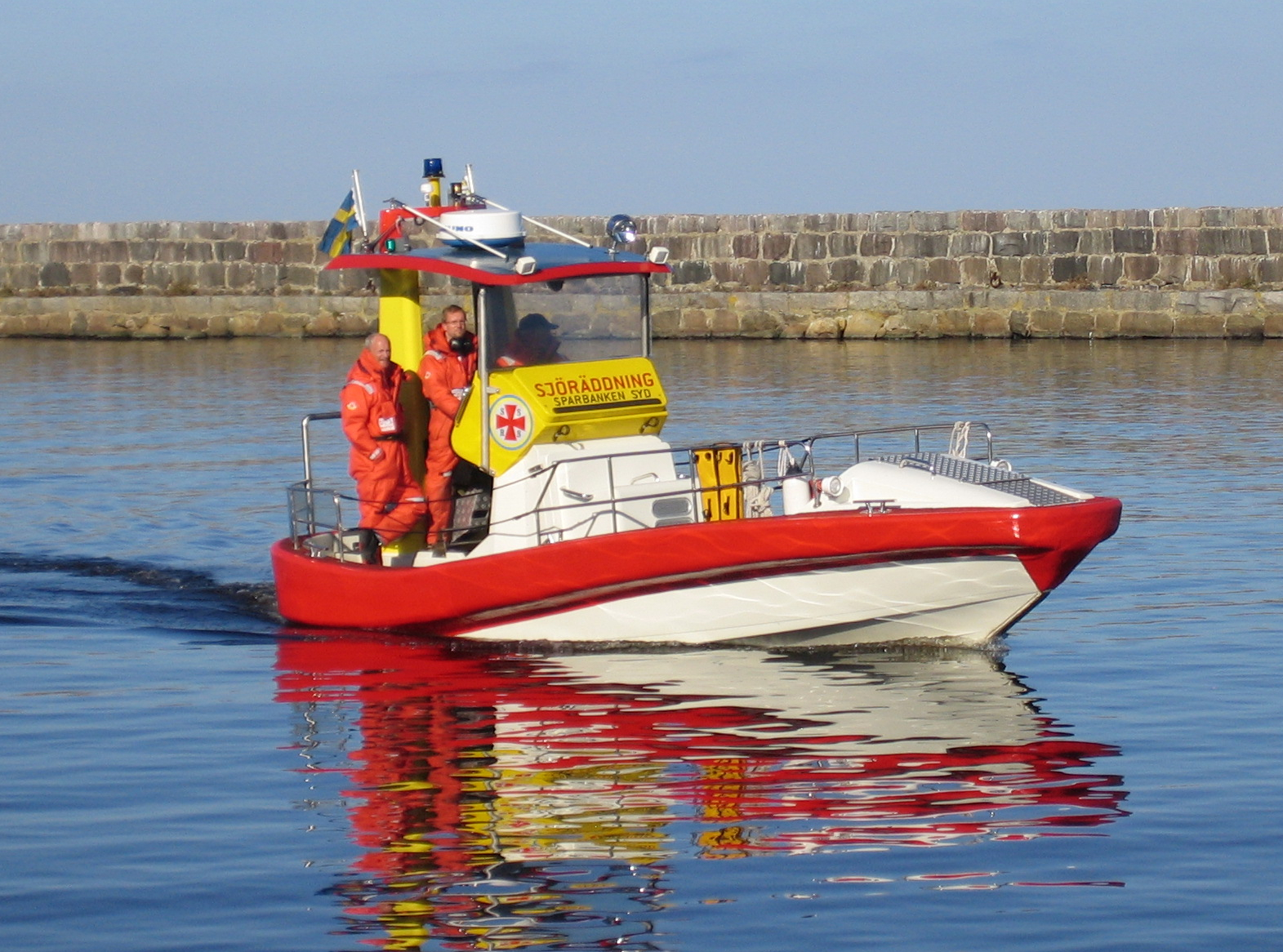
Besättning på en sjöräddningsbåt

Besättning är de personer som tjänstgör ombord båtar, fartyg, luftfartyg, bussar, tåg och andra transportmedel. Även många rymdskepp har besättning, och även bemanningen på en fästning kan benämnas besättning. 
Besättningen ansvarar för farkostens styrning, navigation, kommunikation, passagerare och last. En besättning indelas efter typ av tjänstgöring och tjänstgöringsgrad, till exempel på fartyg sjökapten, styrman, maskinist, matros. Besättning på segelbåtar och segelfartyg kan vara skeppare, rorsman, gast med flera. 

## Andra betydelser
Ordet besättning används även i ett antal andra betydelser. Detta inkluderar:
- uppsättning husdjur inom djurskötsel
- fördelning av roller i teateruppsättning
- uppsättning av stämmor i ett musikaliskt verk
- garnering på klädesplagg

- delar av lås som motsvarar nyckelns urtagningar